# Alfred Stevens
Alfred Stevens (Brussel·les, 11 de maig de 1823 - París, 29 d'agost de 1906) va ser un pintor belga.
Venia d'una família involucrada en les arts visuals: el seu germà gran, Joseph (1816-1892) i el seu fill Leopold (1966-1935) eren pintors, mentre que un altre germà, Arthur (1825-1899), va ser un comerciant d'art i crític. El seu pare, Leopold Stevens, que havia lluitat en les guerres napoleòniques en l'exèrcit de Guillem I dels Països Baixos, era un col·leccionista d'art que arribà a ser propietari de diverses aquarel·les d'Eugène Delacroix, entre altres artistes. Els pares de la seva mare van fundar el Café de l'Amitié, a Brussel·les, un lloc de trobada de polítics, escriptors i artistes. Tots els fills Stevens es van beneficiar de les persones que s'hi reunien, i de les habilitats socials que van adquirir en créixer al voltant de persones importants.

## Biografia
Alfred Stevens va néixer a Brussel·les, on va ser format per François-Joseph Navez, deixeble al seu torn de Jacques-Louis David. Va estar actiu sobretot a París, on es va establir en 1844. Les seves primeres pintures reflectien la vida miserable de les classes baixes de París.
La seva pintura anomenada Ce qu'on appelle le vagabondage, va atreure l'atenció de Napoleó III en l'Exposició Universal de 1855. Durant un temps, els seus temes històrics i el seu gust pel kitsch oriental van fer que fos catalogat com un pintor acadèmic.
Des de 1860, va canviar de temàtica i va aconseguir un enorme èxit amb les seves pintures de dones joves vestides a l'última moda posant en elegants interiors. Les seves escenes interiors burgeses el van apropar més a Henri Gervex. Se'l coneix com el Gerard ter Borch francès, en homenatge al seu talent per a la representació dels petits detalls i les teles sumptuoses.
Va aconseguir un gran èxit en l'Exposició de París de 1867, on va rebre la Legió d'Honor. Es desenvolupava igualment en la cort imperial de Napoleó III i en l'alta societat, i també en els medis artístics i bohemis de la capital. Va ser un bon amic d'Edouard Manet, que el va presentar al seu propi cercle de relacions: Edgar Degas, Berthe Morisot i Charles Baudelaire.

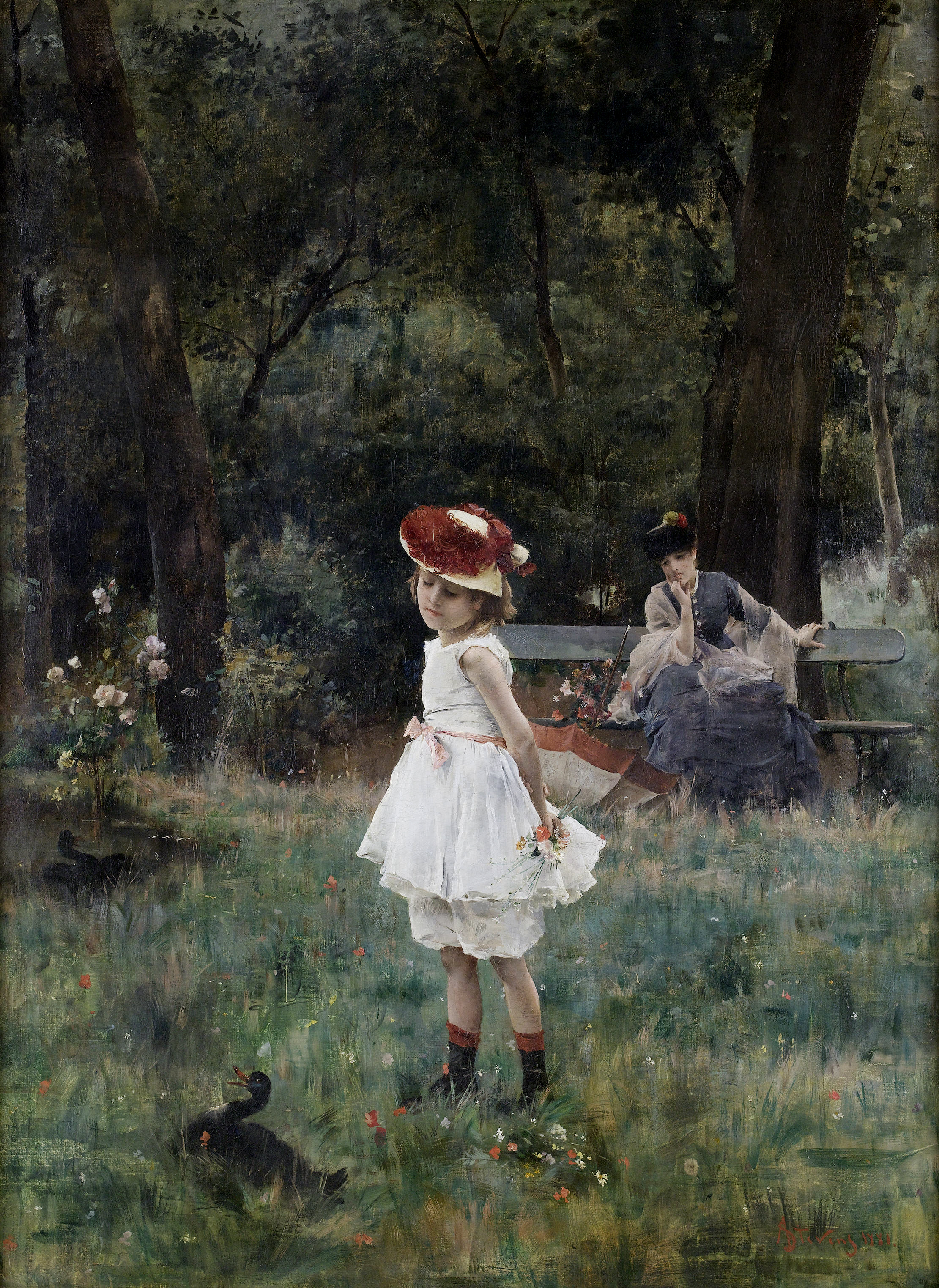
La Fillette aux canards (1881).

Amb el pintor nord-americà establert a França James McNeill Whistler va compartir l'entusiasme pels gravats japonesos. També va pintar marines i escenes costaneres en un estil molt lliure, gairebé impressionista, proper a Eugène Boudin i Johan Barthold Jongkind.
Al final de la seva vida, el seu estil deixa veure certa similitud amb la del seu contemporani John Singer Sargent. Va publicar en 1886 Impressions sur la peinture, que va aconseguir un èxit considerable.
És, l'any 1900, el primer artista viu a aconseguir una exposició individual a l'Ecole des Beaux-Arts de París. Va deixar de pintar en la dècada de 1890 a causa de problemes de salut i va morir a París el 1906.
Les seves pintures van ser molt populars als Estats Units, on la poderosa família Vanderbilt va comprar moltes de les seves obres. No obstant això, la majoria es va quedar a França i Bèlgica.
L'any 2009 es va celebrar una exposició retrospectiva de la seva obra en el Museu Reial de Belles Arts de Bèlgica, a Brussel·les.

## Galeria

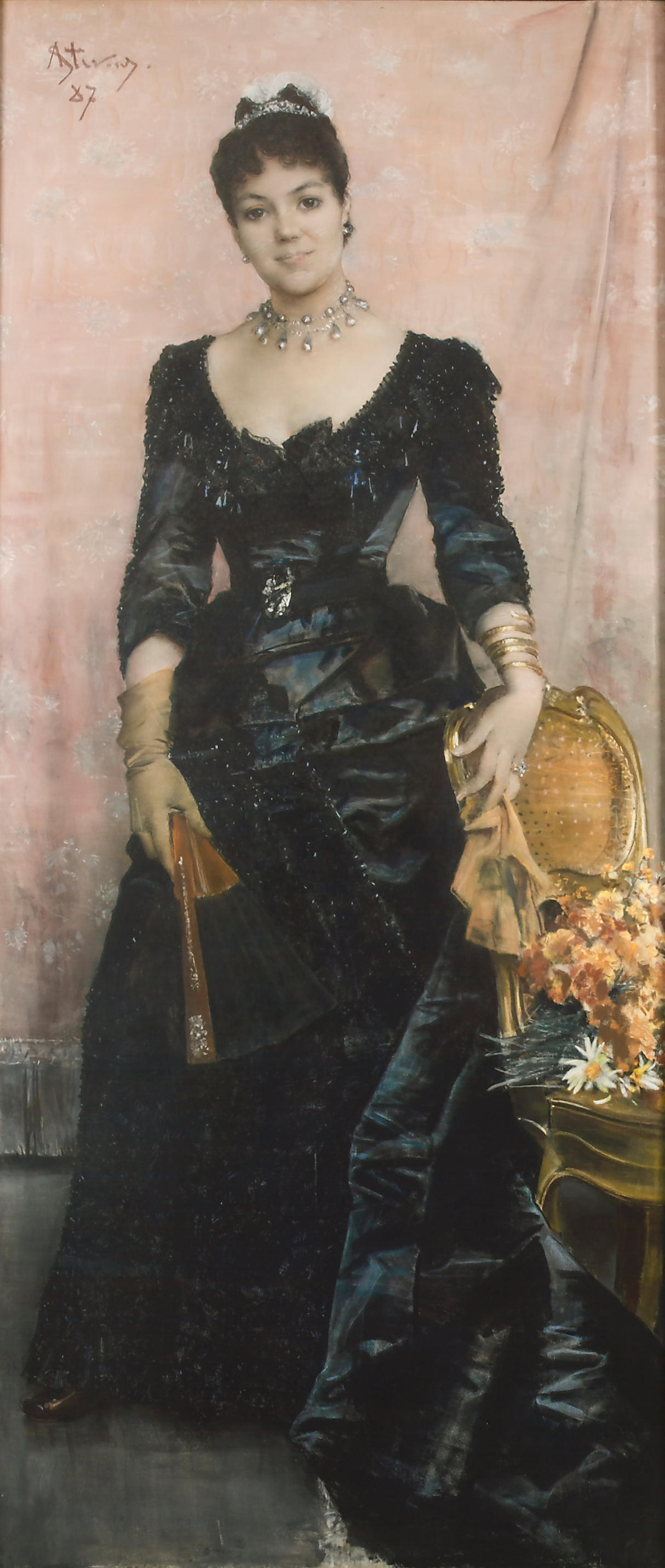
La Baronessa de Mesnil de Saint-Front (1887)
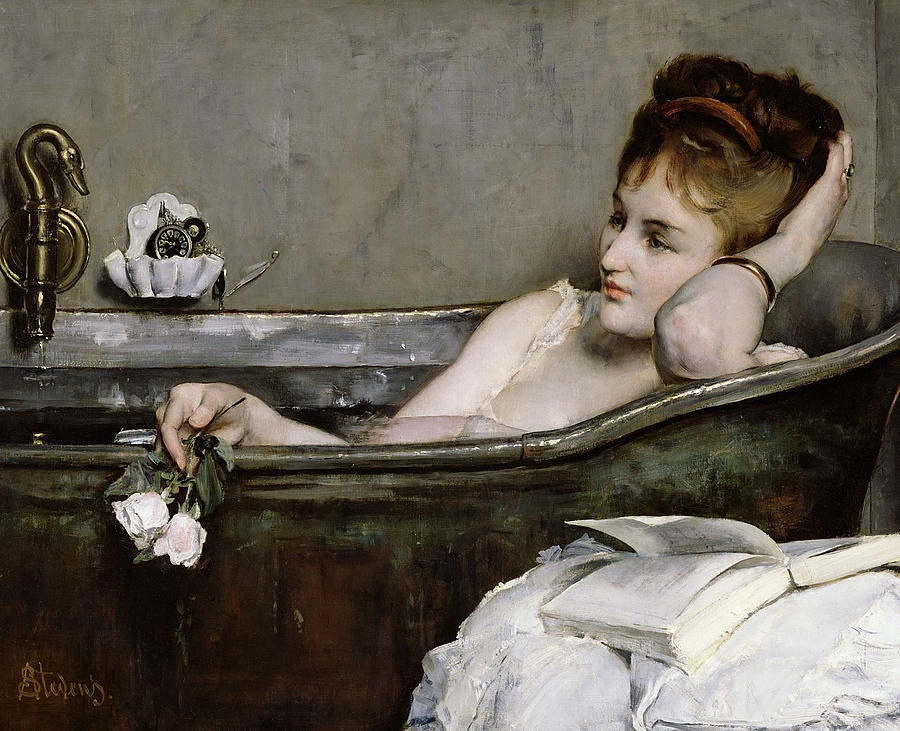
El bany
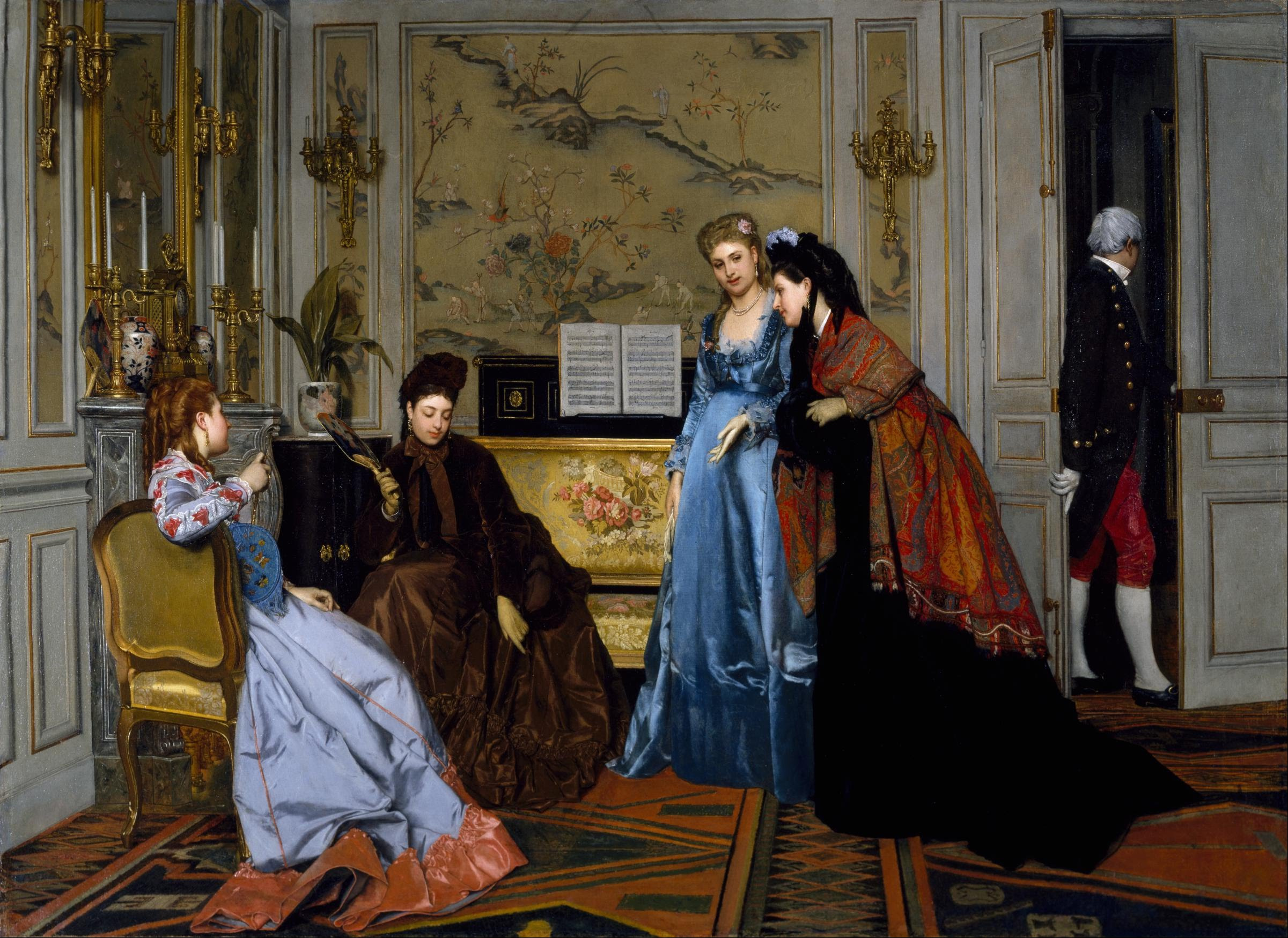
Figures elegants en un saló
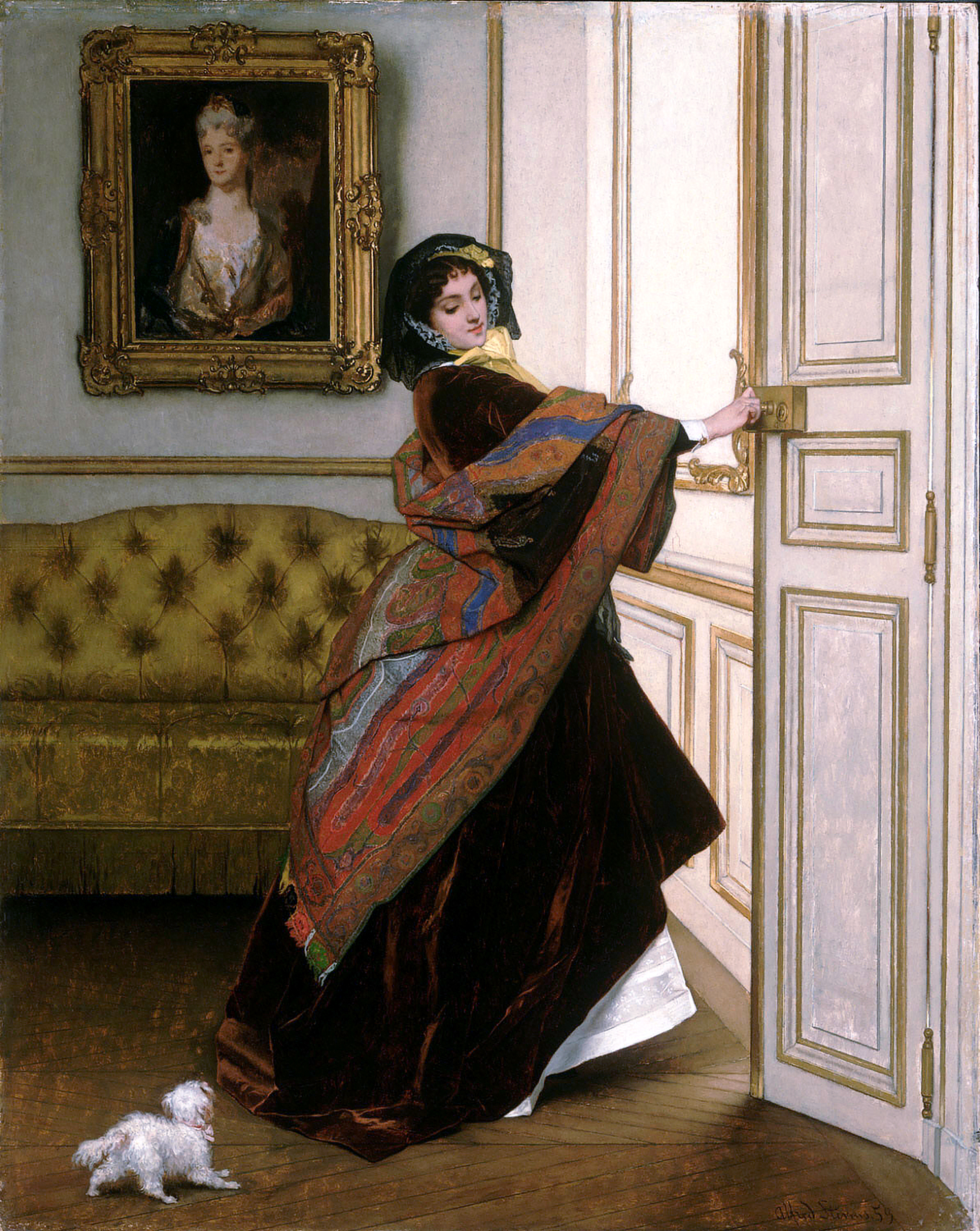
Sortiras amb mi, Fido? (1859)